# Mistrzostwa Ameryki Południowej i Centralnej w Piłce Ręcznej Kobiet 2024
Mistrzostwa Ameryki Południowej i Centralnej w Piłce Ręcznej Kobiet 2024 – czwarte mistrzostwa Ameryki Południowej i Centralnej w piłce ręcznej kobiet, oficjalny międzynarodowy turniej piłki ręcznej o randze mistrzostw kontynentu zorganizowany przez COSCABAL mający na celu wyłonienie najlepszej żeńskiej reprezentacji narodowej w Ameryce Centralnej i Południowej. Odbył się w dniach 26–30 listopada 2024 roku w Niterói. Mistrzostwa były jednocześnie eliminacjami do MŚ 2025.
Sześć uczestniczących zespołów rywalizowało systemem kołowym w ramach jednej grupy, a prócz medali tej imprezy jej stawką był także awans na MŚ 2025 dla trzech najlepszych drużyn. Z kompletem zwycięstw triumfowała reprezentacja Brazylii, pozostałe miejsca na podium zajęły Argentyna i Urugwaj, wszyscy medaliści zyskali tym samym awans do światowego czempionatu.
Wstęp na trybuny był wolny, mecze były też transmitowane w Disney+.

## Mecze
| 26 listopada 202414:00 | Argentyna | 45:9(21:5) | Salwador | Colégio Niterói, Niterói Widzów: 80 Sędzia: Dezembro, Gonçalves |
| 26 listopada 202414:00 |           | 45:9(21:5) |          | Colégio Niterói, Niterói Widzów: 80 Sędzia: Dezembro, Gonçalves |

| 26 listopada 202416:30 | Chile | 21:28(7:11) | Paragwaj | Colégio Niterói, Niterói Widzów: 100 Sędzia: Lemes, Sosa |
| 26 listopada 202416:30 |       | 21:28(7:11) |          | Colégio Niterói, Niterói Widzów: 100 Sędzia: Lemes, Sosa |

| 26 listopada 202419:00 | Brazylia | 34:20(17:9) | Urugwaj | Colégio Niterói, Niterói Widzów: 200 Sędzia: García, Paolantoni |
| 26 listopada 202419:00 |          | 34:20(17:9) |         | Colégio Niterói, Niterói Widzów: 200 Sędzia: García, Paolantoni |

| 27 listopada 202414:00 | Salwador | 13:38(8:20) | Chile | Colégio Niterói, Niterói Widzów: 300 Sędzia: Araújo, Perdomo |
| 27 listopada 202414:00 |          | 13:38(8:20) |       | Colégio Niterói, Niterói Widzów: 300 Sędzia: Araújo, Perdomo |

| 27 listopada 202416:30 | Urugwaj | 18:32(9:16) | Argentyna | Colégio Niterói, Niterói Widzów: 180 Sędzia: Dezembro, Gonçalves |
| 27 listopada 202416:30 |         | 18:32(9:16) |           | Colégio Niterói, Niterói Widzów: 180 Sędzia: Dezembro, Gonçalves |

| 27 listopada 202419:00 | Paragwaj | 13:40(7:23) | Brazylia | Colégio Niterói, Niterói Widzów: 400 Sędzia: García, Paolantoni |
| 27 listopada 202419:00 |          | 13:40(7:23) |          | Colégio Niterói, Niterói Widzów: 400 Sędzia: García, Paolantoni |

| 28 listopada 202414:00 | Argentyna | 30:23(12:12) | Chile | Colégio Niterói, Niterói Sędzia: Araújo, Perdomo |
| 28 listopada 202414:00 |           | 30:23(12:12) |       | Colégio Niterói, Niterói Sędzia: Araújo, Perdomo |

| 28 listopada 202416:30 | Urugwaj | 25:20(11:11) | Paragwaj | Colégio Niterói, Niterói Sędzia: García, Paolantoni |
| 28 listopada 202416:30 |         | 25:20(11:11) |          | Colégio Niterói, Niterói Sędzia: García, Paolantoni |

| 28 listopada 202419:00 | Brazylia | 48:3(25:1) | Salwador | Colégio Niterói, Niterói Widzów: 450 Sędzia: Lemes, Sosa |
| 28 listopada 202419:00 |          | 48:3(25:1) |          | Colégio Niterói, Niterói Widzów: 450 Sędzia: Lemes, Sosa |

| 29 listopada 202414:00 | Salwador | 6:49(3:23) | Urugwaj | Colégio Niterói, Niterói Widzów: 80 Sędzia: Dezembro, Gonçalves |
| 29 listopada 202414:00 |          | 6:49(3:23) |         | Colégio Niterói, Niterói Widzów: 80 Sędzia: Dezembro, Gonçalves |

| 29 listopada 202416:30 | Argentyna | 36:26(18:12) | Paragwaj | Colégio Niterói, Niterói Widzów: 150 Sędzia: Lemes, Sosa |
| 29 listopada 202416:30 |           | 36:26(18:12) |          | Colégio Niterói, Niterói Widzów: 150 Sędzia: Lemes, Sosa |

| 29 listopada 202419:00 | Chile | 11:42(4:19) | Brazylia | Colégio Niterói, Niterói Widzów: 450 Sędzia: Araújo, Perdomo |
| 29 listopada 202419:00 |       | 11:42(4:19) |          | Colégio Niterói, Niterói Widzów: 450 Sędzia: Araújo, Perdomo |

| 30 listopada 202414:00 | Paragwaj | 49:10(21:4) | Salwador | Colégio Niterói, Niterói Widzów: 80 Sędzia: Araújo, Perdomo |
| 30 listopada 202414:00 |          | 49:10(21:4) |          | Colégio Niterói, Niterói Widzów: 80 Sędzia: Araújo, Perdomo |

| 30 listopada 202416:30 | Chile | 18:27(8:9) | Urugwaj | Colégio Niterói, Niterói Widzów: 300 Sędzia: García, Paolantoni |
| 30 listopada 202416:30 |       | 18:27(8:9) |         | Colégio Niterói, Niterói Widzów: 300 Sędzia: García, Paolantoni |

| 30 listopada 202419:00 | Brazylia | 31:22(17:11) | Argentyna | Colégio Niterói, Niterói Widzów: 650 Sędzia: Lemes, Sosa |
| 30 listopada 202419:00 |          | 31:22(17:11) |           | Colégio Niterói, Niterói Widzów: 650 Sędzia: Lemes, Sosa |